# Stadio Gildo Ghersinich
Lo stadio Gildo Ghersinich (in spagnolo: Estadio Gildo Ghersinich) è un impianto sportivo di Gerli, in provincia di Buenos Aires. Ospita le partite interne del Club El Porvenir ed ha una capienza di 14 000 spettatori.

## Storia e descrizione
L'impianto fu inaugurato il 24 aprile 1971, come stadio Enrique De Roberts. Nel 1976 fu inaugurata la tribuna legno sul lato est del campo, mentre nel 1998 fu aperta la tribuna in cemento sul lato sud. Il 18 novembre 2001 fu inaugurato l'impianto d'illuminazione. L'11 agosto 2007 lo stadio fu intitolato allo storico vice-presidente del club, Gildo Francisco Ghersinich. 
Lo stadio Gildo Ghersinich dispone di tre tribune di cemento, due sul lato ovest ed una sul lato sud, e una in legno (lato est).